# Губер, Борис Александрович
Бори́с Алекса́ндрович Гу́бер (укр. Борис Олександрович Губер; 21 марта 1891, Московская губерния, Российская империя — 5 февраля 1919, Красное, Западно-Украинская Народная Республика) — русский и украинский лётчик, полковник.

## Биография
Уроженец Московской губернии, из дворянского рода.
Окончил 5 классов Псковского кадетского корпуса, Виленское военное училище в 1913 году, Киевскую Военную школу лётчиков-наблюдателей в 1916 году и Севастопольскую военную авиационную школу (Качу) в 1917 году.
В службу вступил рядовым в 20-й стрелковый полк 12 февраля 1910. На начало Первой мировой войны был младшим офицером учебной команды. В бою у деревни Сидоры получил контузию 6 октября 1914. 3 сентября 1915 зачислен в 19-й корпусный авиационный отряд, затем 16 октября в 5-й авиационный дивизион. С августа 1917 года в 19-м корпусном авиаотряде.
Губер был награждён тремя орденами Святой Анны, двумя орденами Святого Станислава и орденом Святого Георгия, которого получил, сбив 24 августа (6 сентября) 1916 над городом Рожище вместе с Георгием Башинским немецкий «Альбатрос». В 1918 году перешёл на сторону Украинской Народной Республики, неся службу в Одесском авиационном дивизионе. Был заместителем командира 2-го Подольского дивизиона по воспитательной и технической части. В конце 1918 года возглавил «Летунский отдел» Украинской галицкой армии, руководя курсом подготовки старшин и подстаршин авиации.
По свидетельству Петра Франко, основателя авиации УГА, был молчаливым человеком, «который тяжело переживал драму русской армии» и часто не покидал свой кабинет.
Погиб 5 февраля 1919, когда немецкая авиабомба взорвалась у него в руках во время учений.